# 郑平 (1965年)
郑平（1965年—），男，汉族，台湾台中人，中华人民共和国政治人物，教授级高级工程师，现任中华全国台湾同胞联谊会副会长，第十四届全国政协委员。